# Туніс на Олімпійських іграх
Туніс вперше взяв участь у літніх Олімпійських іграх в 1960 році в Римі і з того часу брав участь у всіх літніх Олімпіадах, крім Ігор у Москві, які він бойкотував. У зимових Олімпійських іграх спортсмени Тунісу ніколи не брали участь.
За час виступу на Олімпійських іграх спортсмени Тунісу завоювали 13 олімпійських медалей: 3 золотих, 3 срібних і 7 бронзових. Медалі були завойовані у змаганнях з легкої атлетики, боксу, плавання, фехтування, боротьби та тхеквондо. 
Національний Олімпійський комітет Тунісу був утворений в 1957 році.

## Туніські медалісти
| Медаль | Ім'я            | Олімпіада    | Вид спорту     | Змагання                           |
| ------ | --------------- | ------------ | -------------- | ---------------------------------- |
| Срібло | Могамад Ґаммуді | 1964 Токіо   | Легка атлетика | Чоловіки 10000 м.                  |
| Бронза | Габіб Ґалгія    | 1964 Токіо   | Бокс           | Чоловіки перша напівсередня вага   |
| Золото | Могамад Ґаммуді | 1968 Мехіко  | Легка атлетика | Чоловіки 5000 м.                   |
| Бронза | Могамад Ґаммуді | 1968 Мехіко  | Легка атлетика | Чоловіки 10000 м.                  |
| Срібло | Могамад Ґаммуді | 1972 Мюнхен  | Легка атлетика | Чоловіки 5000 м.                   |
| Бронза | Феті Місауі     | 1996 Атланта | Бокс           | Чоловіки перша напівсередня вага   |
| Золото | Уссама Меллулі  | 2008 Пекін   | Плавання       | Чоловіки, 1500 м вільним стилем    |
| Золото | Уссама Меллулі  | 2012 Лондон  | Плавання       | Чоловіки, 10 км                    |
| Бронза | Уссама Меллулі  | 2012 Лондон  | Плавання       | Чоловіки, 1500 м вільним стилем    |
| Срібло | Габіба Грібі    | 2012 Лондон  | Легка атлетика | жінки, біг на 3000 м з перешкодами |
| Бронза | Інес Бубакрі    | 2016 Ріо     | Фехтування     | жінки, рапіра                      |
| Бронза | Мавра Амрі      | 2016 Ріо     | Боротьба       | жінки, до 58 кг                    |
| Бронза | Уссама Услаті   | 2016 Ріо     | Тхеквондо      | чоловіки, до 80 кг                 |

## Таблиця медалей

### Медалі за Олімпіадами
| Олімпіада         | Золото          | Срібло          | Бронза          | Загалом         |
| 1960 Рим          | 0               | 0               | 0               | 0               |
| 1964 Токіо        | 0               | 1               | 1               | 2               |
| 1968 Мехіко       | 1               | 0               | 1               | 2               |
| 1972 Мюнхен       | 0               | 1               | 0               | 1               |
| 1976 Монреаль     | 0               | 0               | 0               | 0               |
| 1980 Москва       | не брали участі | не брали участі | не брали участі | не брали участі |
| 1984 Лос-Анджелес | 0               | 0               | 0               | 0               |
| 1988 Сеул         | 0               | 0               | 0               | 0               |
| 1992 Барселона    | 0               | 0               | 0               | 0               |
| 1996 Атланта      | 0               | 0               | 1               | 1               |
| 2000 Сідней       | 0               | 0               | 0               | 0               |
| 2004 Афіни        | 0               | 0               | 0               | 0               |
| 2008 Пекін        | 1               | 0               | 0               | 1               |
| 2012 Лондон       | 1               | 1               | 1               | 3               |
| 2016 Ріо          | 0               | 0               | 3               | 3               |
| Всього            | 3               | 3               | 7               | 13              |

### Медалі за видами спорту
| Спорт          | Золото | Срібло | Бронза | Загалом |
| Легка атлетика | 1      | 3      | 1      | 5       |
| Бокс           | 0      | 0      | 2      | 2       |
| Плавання       | 2      | 0      | 1      | 3       |
| Тхеквонодо     | 0      | 0      | 1      | 1       |
| Фехтування     | 0      | 0      | 1      | 1       |
| Боротьба       | 0      | 0      | 1      | 1       |
| Всього         | 3      | 3      | 7      | 13      |